# Tomica (lik)
Tomica (eng. Thomas) je izmišljena antropomorfična parna lokomotiva koju je stvorio Rev. W. V. Awdry u serijalu knjiga pod naslovom The Railway Series prvi put objavljenom 1946. godine. Ovaj serijal knjiga kasnije je pretvoren u TV seriju u Velikoj Britaniji pod imenom Thomas the Tank Engine and Friends (Tomica i prijatelji). Prva epizoda pojavila se 1984. u produkciji The Britt Allcroft Companyja PLC koja je sada dio Gullane Entertainment. U prvom serijalu pripovjedač je bio bivši član grupe Beatles, Ringo Starr, dok je u kasnijim izdanjima to bio Michael Angelis. Serijal je doživio deset sezona s po 28 epizoda u svakoj sezoni. Deseta sezona započela je s prikazivanjem 2. rujna 2006. u SAD-u i 2. listopada 2006. u Velikoj Britaniji.

## Vanjske poveznice
- Thomas the Tank Engine .com  Arhivirana inačica izvorne stranice od 18. rujna 2017. (Wayback Machine) Službene stranice parne lokomotive zvane Thomas